# Ryuji Nagata
Ryuji Nagata (永田 隆二 Nagata Ryuji?), född 28 mars 1972 i Nagasaki prefektur, är en japansk tidigare fotbollsspelare.
Nagata började sin karriär 1990 i Mazda (Sanfrecce Hiroshima). Efter Sanfrecce Hiroshima spelade han för Oita Trinity. Han avslutade karriären 1997.